# Agelasticus
Agelasticus is een geslacht van zangvogels uit de familie troepialen (Icteridae).

## Soorten
Het geslacht kent de volgende soorten:
- Agelasticus cyanopus – Moerastroepiaal
- Agelasticus thilius – Geelboegtroepiaal
- Agelasticus xanthophthalmus – Drijftiltroepiaal